# ローズ・トレメイン
ローズ・トレメイン（Rose Tremain, CBE、FRSL、1943年8月2日 - ）はイングランドの作家であり、イースト・アングリア大学の現総長である。

## 略歴
ローズマリー・ジェーン・トムソンとしてロンドンで生まれた。フランシス・ホランド・スクール、クロフトン・グランジ・スクール、ソルボンヌ大学(1961–1962)で学んだのち、イースト・アングリア大学で英文学の学士号を取得している。大学卒業後、教員や研究員などの職業につき、1980年頃から職業作家として活躍しはじめた。1988年から1995年までイースト・アングリア大学でクリエイティヴ・ライティングを教えたのち、2013年に同大学の総長になった。1971年にジョン・トレメインと結婚し、翌年に娘をもうけた。この結婚は5年間続いた。1982年に再婚し、二度目の結婚は9年間続いている。1992年以降は伝記作家のリチャード・ホームズと暮らしており、ノーフォークに住んでいる。

## 著作
戯曲やラジオ、テレビ、伝記文学、子ども向けの著作など幅広い種類の作品を執筆しているが、最も高い評価を受けているのは小説であり、暗くなりがちなテーマを笑いをまじえて描く作風が注目されている。歴史小説家として「あまりぱっとしない外部の人間に目を向け、予期しないような角度から」執筆を行っていると評されている。
『蝿の王』の著者であるウィリアム・ゴールディングや、また『百年の孤独』の著者であるガブリエル・ガルシア＝マルケスに代表されるマジック・リアリズムにも影響を受けている。
2009年にトレメインは短編'The Jester of Astapovo'をオックスファムの「オックステイルズ」プロジェクトに寄付した。これは38人の作家が寄稿し、英国で発売された4冊の短編集である。トレメインの短編はEarthのコレクションに収録された。

## 受賞
- 2013 ウォルター・スコット歴史小説賞候補 (Merivel: A Man of His Time)[7][8]
- 2012 ウェルカムトラスト図書賞候補 (Merivel: A Man of His Time) [9]
- 2008 オレンジ賞 (The Road Home)
- 1999 ウィットブレッド賞 (『音楽と沈黙』 Music and Silence)
- 1994 フェミナ賞(Sacred Country)
- 1992 ジェイムズ・テイト・ブラック記念賞 (Sacred Country)
- 1989 サンデー・エクスプレス「今年の一冊」 (『道化と王』 Restoration)
- 1989 ブッカー賞候補(『道化と王』 Restoration)
- 1984 ジャイルズ・クーパー賞 (Temporary Shelter, play)

## 著作

### 小説
- Sadler's Birthday (1976), ISBN 0-356-08387-X
- Letter to Sister Benedicta (1978), ISBN 0-354-04353-6
- The Cupboard (1981), ISBN 0-354-04769-8
- Journey to the Volcano (1985), ISBN 0-241-11651-1
- The Swimming Pool Season (1985), ISBN 0-241-11496-9
- Restoration (1989), ISBN 0-241-12695-9
  - 日本語訳『道化と王』金原瑞人、小林みき訳、柏書房、2016、ISBN 9784760146437
- Sacred Country (1992), ISBN 1-85619-118-4
- The Way I Found Her (1997), ISBN 1-85619-409-4
- Music and Silence (1999), ISBN 1-86056-027-X
  - 日本語訳『音楽と沈黙』1-2、渡辺佐智江訳、国書刊行会、2017、ISBN 9784336061782、ISBN 9784336061799
- The Colour (2003), ISBN 0-7011-7296-7
- The Road Home (2008), ISBN 978-0-09-947846-1
- Trespass (2010 W.W. Norton)
- Merivel: A Man of His Time (2012), ISBN 978-0701185206

### 短編集
- The Colonel's Daughter and other stories (1983)
- The Garden of the Villa Mollini and other stories (1987)
- Evangelista's Fan and other stories (1994)
- The Darkness of Wallis Simpson and other stories (2006)
- The American Lover (2014)

## 作品の映画化
- 『道化と王』(Restoration)は1995年に『恋の闇 愛の光』(原題：Restoration)として映画化されている。
- 短編集The Darkness of Wallis Simpson(2005)に収録された'Moth'をもとに、2009年にフランス映画『Ricky リッキー』が作られた。